# Jores Okore
Tetchi Jores Charlemagne Ulrich Okore conegut com a Jores Okore (Abidjan, Costa d'Ivori, 11 d'agost de 1992), és un futbolista ivorià nacionalitzat danès. Juga de defensa i el seu equip actual és l'Aston Villa de la Premier League d'Anglaterra.

## Trajectòria

### FC Nordsjælland
El 3 d'abril de 2011 debutà amb el FC Nordsjælland contra l'AC Horsens, i va donar una lliçó a Michael Parkhurst, i degut això es va guanyar la tituralitat per la resta de la temporada 2010 - 2011.
Okore va marcar el seu primer gol el 18 de setembre de 2011 en la victòria 2 - 0 contra el Brøndby. Al novembre de 2011, va ampliar el contracte amb el FC Nordsjælland fins a desembre de 2016.

### Aston Vila
El 13 de juny de 2013 va fitxar amb l'Aston Villa per quatre temporades per una suma d'al voltant £4 milions.

## Clubs
| Club            | País       | Any         | Partits | Gols |
| FC Nordsjælland | Dinamarca  | 2011 - 2013 | 33      | 1    |
| Aston Vila      | Anglaterra | 2013 -      | 23      | 1    |

## Palmarès

### Campionats nacionals
| Títol             | Club            | País      | Any     |
| ----------------- | --------------- | --------- | ------- |
| Copa de Dinamarca | FC Nordsjælland | Dinamarca | 2010/11 |
| Superliga Danesa  | FC Nordsjælland | Dinamarca | 2011/12 |